# Georges Dufaux
Pour les articles homonymes, voir Dufaux.
Georges Dufaux est documentaliste, directeur de la photographie, réalisateur, monteur, scénariste et producteur canadien (né français) né le 17 mars 1927 à Lille en France et mort le 8 novembre 2008 à Saint-Maurice, en Suisse.

## Biographie
Georges Dufaux était né à Lille le 17 mars 1927. Après son bac, Dufaux fréquenta la section cinéma de l'Ecole Nationale de Photographie et de Cinématographie de Paris, dont il sortit diplômé en 1947. En 1953, il quitta la France pour Rio de Janeiro, où il travailla pour Alberto Cavalcanti en tant que chef de laboratoire de la Companhia Industrial Cinematografica. Il émigra à nouveau en 1956, cette fois-ci au Canada, où il fut engagé par l'Office national du film du Canada. Au cours des 27 années d'activité, il y fit toute sa carrière à différents postes (assistant opérateur, cameraman, directeur de la photographie, monteur, scénariste et réalisateur. L'impressionnante série de films auxquels il collabora portent la marque distinctive de sa science de l'éclairage et du cadrage, sa spécialité étant la captation du réel.
Il est mort en Suisse le 8 novembre 1988.
Il était le père de l'animateur et comédien québécois Jean-Michel Dufaux, et le frère du directeur de la photographie et réalisateur canadien Guy Dufaux.

## Filmographie

### comme directeur de la photographie
- 1956 : Man of America
- 1956 : Le Cas Labrecque
- 1957 : The Suspects
- 1957 : Les Nouveaux venus
- 1958 : Le Monde à l'étalage
- 1958 : Memory of Summer
- 1958 : The Days Before Christmas
- 1958 : Country Threshing
- 1958 : Canadian Infantrymen
- 1959 : Pierre Beaulieu agriculteur
- 1959 : Marius Barbeau et le folklore canadien-français
- 1959 : Marius Barbeau et l'art totémique
- 1959 : The Little Sisters
- 1959 : Il était une guerre
- 1959 : Henri Gagnon, organiste
- 1959 : Germaine Guèvremont romancière
- 1959 : End of the Line
- 1959 : City Out of Time
- 1959 : Les Brûlés
- 1959 : La Battaison
- 1959 : Les 90 Jours
- 1960 : Walk Down Any Street
- 1960 : Nomades
- 1960 : I Was a Ninety-pound Weakling
- 1960 : Collèges classiques in Quebec
- 1960 : Le Chanoine Lionel Groulx, historien
- 1961 : Louis-Joseph Papineau: The Demi-God
- 1961 : Dubois et fils
- 1961 : Credit for Profit
- 1962 : Rallye des neiges
- 1962 : Patinoire
- 1962 : Kindergarten
- 1962 : Congrès
- 1962 : À Saint-Henri le cinq septembre
- 1963 : Rose et Landry
- 1963 : Petit discours de la méthode
- 1963 : France Revisited
- 1963 : Caroline
- 1964 : Winter Rally
- 1964 : Springboard to the Sun
- 1964 : Parallèles et grand soleil
- 1964 : Geneviève (court métrage)
- 1964 : Corps agiles
- 1964 : Appuis et suspensions
- 1964 : La Fleur de l'âge, ou Les adolescentes
- 1965 : The Shape of Things
- 1965 : Astataïon ou Le festin des morts
- 1966 : YUL 871
- 1967 : Ride for Your Life
- 1968 : Isabel
- 1970 : Two Years or More
- 1970 : Tiger Child (en)
- 1971 : Fortune and Men's Eyes
- 1971 : Stop
- 1972 : À cris perdus
- 1973 : Des armes et les hommes
- 1973 : Taureau
- 1974 : Les Tacots
- 1974 : Les Filles du roi
- 1974 : À votre santé (TV)
- 1975 : Partis pour la gloire
- 1976 : L'Invasion '1775...1975'
- 1976 : Au bout de mon âge (TV)
- 1976 : Les Jardins d'hiver
- 1977 : Etnocidio, notas sobre el mezquital
- 1978 : Nelli Kim
- 1979 :  Dans le labyrinthe (film réalisé en 1967)
- 1979 : Going the Distance
- 1981 : Quelques Chinoises nous ont dit...
- 1981 : Les Beaux souvenirs
- 1983 : Les Enfants des normes post scriptum
- 1984 : La Femme de l'hôtel
- 1985 : Bayo
- 1990 : Une histoire inventée
- 1990 : Hotel Chronicles
- 1991 : La Demoiselle sauvage
- 1994 : Le Vent du Wyoming
- 1995 : 2 rue de la mémoire
- 1995 : Le Sphinx
- 1998 : Voyage illusoire
- 1998 : Gabrielle Roy
- 1998 : Big Bear (feuilleton TV)
- 1999 : Touched
- 2001 : The Universal Clock: The Resistance of Peter Watkins

### comme réalisateur
- 1960 : I Was a Ninety-pound Weakling
- 1961 : Les Dieux
- 1963 : Rencontres à Mitzic
- 1963 : Caroline
- 1968 : C'est pas la faute à Jacques Cartier
- 1969 : Multiple Man
- 1970 : Two Years or More
- 1972 : À cris perdus
- 1974 : À votre santé (TV)
- 1976 : Au bout de mon âge (TV)
- 1976 : Les Jardins d'hiver
- 1977 : Jeux de la XXIe olympiade
- 1978 : Nelli Kim
- 1981 : Quelques Chinoises nous ont dit...
- 1983 : Les Enfants des normes post scriptum
- 1998 : Voyage illusoire
- 2000 : De l'art et la manière chez Denys Arcand

### comme monteur
- 1968 : C'est pas la faute à Jacques Cartier
- 1969 : Multiple Man
- 1970 : Two Years or More
- 1972 : À cris perdus
- 1974 : À votre santé (TV)
- 1976 : Au bout de mon âge (TV)
- 1976 : Les Jardins d'hiver
- 1983 : Les Enfants des normes post scriptum

### comme scénariste
- 1963 : Caroline
- 1968 : C'est pas la faute à Jacques Cartier
- 1972 : À cris perdus

### comme producteur
- 1981 : Les Adeptes

## Récompenses et nominations

### Récompenses
- 1998 : Prix Albert-Tessier[3] catégorie culturelle